# Katty Line

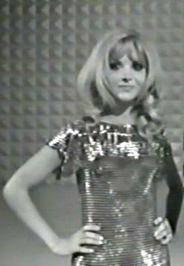
Katty Line im 1969

Katty Line, eigentlich Catherine Denise Frédérique Boloban (* 13. März 1947 in Sucy-en-Brie, Île-de-France, Frankreich), ist eine französische Pop-Sängerin, die hauptsächlich in den 1960er-Jahren aktiv war.

## Biografie
Katty Line kam 1947 in Sucy-en-Brie bei Paris zur Welt und wuchs mit drei Schwestern auf. Als Kind hatte sie Tanz- und Klavierunterricht.
Bei einem Abendessen mit Freunden lernte sie 1965 den aus der Schweiz stammenden Songwriter und Produzenten Ken Lean (* 17. März 1937 in Vucherens als René Porchet) kennen, der mit Künstlern wie Hugues Aufray oder Évelyne Lenton arbeitete. Lean war künstlerischer Leiter bei Barclay Records und sah Potential in der 18-Jährigen, die er in Anlehnung an seinen eigenen Künstlernamen in Katty Line umbenannte. Er ließ sie erste Studioerfahrung sammeln, indem er sie Begleitgesang zu dem Lied Petite fille der Gruppe Les Dauphins, eine Coverversion von Little Things von Bobby Goldsboro, beitragen ließ.
Als großer Motown-Fan wollte Kean eine Version von Baby Love der Supremes als Katty Lines erste Single herausbringen. Da jedoch Annie Philippe diesen Song gerade erst als Single veröffentlicht hatte, entschied man sich stattdessen für einen anderen Supremes-Song, Back in My Arms Again, was im Herbst 1965 unter dem Titel N'hésite pas quand l'amour t'appelle als Single und EP herauskam. Die EP enthielt mit Si je sors avec toi le samedi soir auch eine Komposition von Mort Shuman.
Für die zweite EP wählte man die Christian-Bruhn-Komposition Puisque tu dors, j'ose te dire, die kurz zuvor unter ihrem Originaltitel Er ist wieder da ein Hit für die deutsche Sängerin Marion Maerz gewesen war. Ebenfalls auf dieser EP zu finden war Non tu n'as rien compris, eine Version von And the Trouble with Me Is You von Bernadette Peters.
Anschließend wechselte Line zu dem Plattenlabel Disc'Az, wo Les Garçons, ein Cover von Graham Bonneys Super Girl, als nächste Single und EP erschien. Die nächste Single, Ne fais pas la tête (Nancy Sinatras US-Top-7-Hit How Does That Grab You, Darlin'?) wurde mit Auftritten im französischen und spanischen Fernsehen sowie in französischen Musikmagazinen wie Salut les copains und Mademoiselle âge tendremagazine promotet.
1968 heirateten Katty Line und Ken Lean. Während dieser Zeit war sie vorübergehend als Sekretärin für Johnny Hallyday tätig. 1969 erschien bei Ken Leans kurzlebigem Plattenlabel LGL die letzte EP, deren Titellied, Igor, Natacha, von Mike d’Abo geschrieben worden war.
Im März 1969 lernte Line bei der Gala du Medim in Cannes den italienischen Sänger und Schauspieler Adriano Celentano kennen, der sie für seine eigene Plattenfirma Clan Celentano anwerben konnte. Lean und Line zogen daraufhin nach Mailand um, damit sich Line auf ihre neue Karriere in Italien konzentrieren konnte. Im September 1969 trat sie mit dem Lied La rivale (Musik: Miki Del Prete; Text: Luciano Beretta) bei dem Gesangswettbewerb Festivalbar in Sistiana an. Dieses Lied wurde ihre erste Single für Celentanos Label (die B-Seite, Tu vinci sempre, war eine Version von Touch Me von The Doors). Sie ging mit Celentano auf Tournee und trat in seiner Fernsehsendung Stasera con Adriano Celentano auf.
Beim Gesangswettbewerb Cantagiro löste Katty Line im Juni 1970 unfreiwillig einen Skandal aus, als sie während ihres Titels In direzione del sole die Arme hob und dabei versehentlich ihre Brust teilweise entblößte.
Katty Lines Karriere kam zu einem Halt, als sie und Ken Lean im Dezember 1971 in einen schweren Verkehrsunfall verwickelt wurden. Ihr Fahrzeug kollidierte auf einer Bergstraße mit einem entgegen kommenden Lastkraftwagen. Lean kam bei dem Unfall ums Leben; Line wurde schwer verletzt, verbrachte die nächsten 18 Monate im Krankenhaus und musste sich einer aufwendigen Gesichtsrekonstruktion unterziehen.
1980 erschien mit Adriano noch eine letzte Single im Disco-Stil. Danach zog sich Line komplett aus der Musikindustrie zurück.

## Diskografie

### Singles
- 1965: „N'hésite pas quand l'amour t'appelle“ / „Si je sors avec toi le samedi soir“ (Barclay 60632)
- 1965: „Tout change en grandissant“ / „Avec toi je veux danser“ (Barclay 60641)
- 1966: „Puisque tu dors, j'ose te dire“ / „Je cherche une petite homme“ (Barclay 60688)
- 1966: „La chamade“ / „Ma jeune vie“ (Disc'Az AZ 10 255)
- 1966: „Les Garçons“ / „Je n'y comprends rien“ (Disc'Az AZ 10 256)
- 1966: „Ne fais pas la tête“ / „Un mini cœur“ (Disc'Az AZ 10 266)
- 1968: „Sans un adieu (il ne faut pas pleurer)“ / „Quand s'en vont les framboises“ (LGL 002 M)
- 1969: „La rivale“ / „Storia d'amore“ (Clan Celentano BF 69018) mit Adriano Celentano
- 1969: „Povero Gino“ / „Tu vinci sempre“ (Clan Celentano BF 69025) mit Gino Santercole
- 1969: „Vent'Anni“ / „Finito“ (Clan Celentano BF 69029)
- 1969: „Finito“ / „I tuoi occhi camminano in me“ (Clan Celentano BF 69035)
- 1969: „La rivale“ / „Tu vinci sempre“ (Clan Celentano BF 69016)
- 1969: „Vent'Anni“ / „L'uomo nasce nudo“ (Clan Celentano BF 69034) mit Adriano Celentano
- 1970: „In direzione del sole“ / „Every Body“ (Clan Celentano BF 69049)
- 1966: „In direzione del sole“ / „El cóndor pasa“ (Clan Celentano BF 69061) mit Jørgen Ingmann
- 1971: „La rivoluzione delle donne“ / „Una promessa (drina)“ (Clan Celentano BF 70013)
- 1980: „Adriano“ / „Viens“ (Radio Records ZBRR 7184)

### Extended Plays
- 1965: N'hésite pas quand l'amour t'appelle: „N'hésite pas quand l'amour t'appelle“, „Si je sors avec toi le samedi soir“, „Tout change en grandissant“, „Avec toi je veux danser“ (Barclay 70.880)
- 1966: Puisque tu dors, j'ose te dire: „Puisque tu dors, j'ose te dire“, „Je cherche un petit homme“, „Non tu n'as rien compris“, „Je n'attends plus que toi“ (Barclay 70.945)
- 1966: Les Garçons: „Les Garçons“, „Ma jeune vie“, „La chamade“, „Je n’y comprends rien“ (Disc'Az EP 1046)
- 1966: Les mots croisés: „Les mots croisés“, „Ne fais pas la tête“, „Un mini cœur“, „Dis-lui que je pense a lui“ (Disc'Az EP 1066)
- 1967: C’est En Quoi?: „C’est En Quoi?“, „Pendant l’été“, „Mon cœur n’a pas dormi“, „L’amour ne tombe pas du ciel“ (Disc'Az EP 1137)
- 1969: Igor, Natacha: „Igor, Natacha“, „Chacun sa bataille“, „Un petit peu d’amour“, „Cent millions d’étoiles“ (LGL 003 M)

## Filmografie
- 1968: Ho! Die Nummer eins bin ich (Ho!)
- 1976: Anne, jour après jour (TV-Serie, Folge 1.16)